# Old North Church
La Old North Church, ufficialmente Christ Church, è una chiesa di Boston, situata nella diocesi episcopale del Massachusetts. Costruita nel 1723 è il più antico edificio religioso rimasto in piedi a Boston ed è stato riconosciuto come monumento storico nazionale. All'interno della chiesa c'è un busto di George Washington.

## Storia

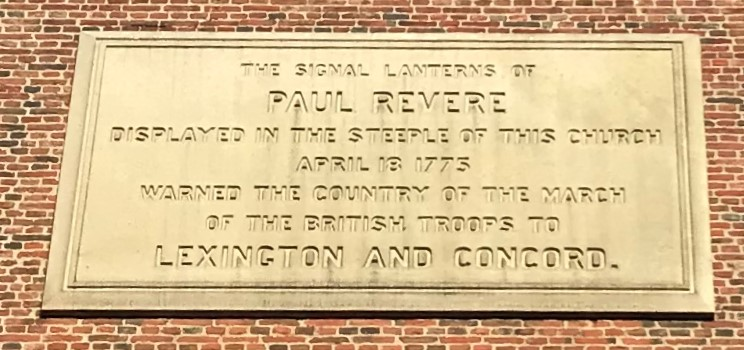
Targa commemorativa a Paul Revere

La Old North Church fu costruita nel dicembre del 1723, ispirandosi alle altre opere architettoniche di Christopher Wren, l'architetto britannico responsabile della ricostruzione di Londra dopo il Grande incendio. Timothy Cutler fu il primo rettore dopo aver servito come terzo rettore dello Yale College dal 1719 al 1722, mentre Jason Haven fu chiamato a ministrare, ma i suoi parrocchiani della First Church and Parish di Dedham lo convinsero a rimanere. Nonostante fosse una chiesa anglicana, si differenziava per la sua diversità rispetto alle altre chiese costruite dai britannici nel New England.
Il 18 aprile del 1775, il reverendo Mather Byles Jr. lasciò il suo lavoro a causa di problematiche politiche ed economiche che pesavano sulla gestione della chiesa. Nello stesso giorno, su consiglio di Paul Revere, il sacrestano Robert Newman e il capitano John Pulling appesero due lanterne al campanile della chiesa per inviare un avvertimento ai patrioti di Charlestown dall'altra parte del fiume Charles sui movimenti dell'esercito britannico, che stavano marciando verso Lexington e Concord attraverso il fiume. Revere e William Dawes avrebbero poi consegnato lo stesso messaggio agli stessi Lexington, ma eventualmente fossero stati arrestati, gli abitanti sarebbero stati comunque informati attraverso le lanterne. Le lanterne furono appese per poco meno di un minuto per evitare di attirare l'attenzione degli inglesi che occupavano Boston. Lo stato attuale delle lanterne non è del tutto chiaro; infatti, si dice che una sia nelle mani di un collezionista privato, mentre l'altra si sia rotta durante un tour o che sia esposta al Concord Museum.
In occasione del bicentenario degli Stati Uniti, avvenuto il 18 aprile 1975, l'allora presidente Gerald Ford visitò la chiesa e vi tenne un discorso televisivo nazionale. Nel discorso, Ford sottolineò l'importanza della libertà e l'utilizzo che la società americana dell'epoca ne faceva. A seguito di queste osservazioni, due lanterne furono accese da Robert Newman Ruggles e Robert Newman Sheet, discendenti di Robert Newman, per ricordare il gesto dell'antenato. Il presidente ha poi acceso una terza lanterna, che oggi è appesa a una finestra della chiesa.
L'11 luglio 1976, la regina Elisabetta II visitò Boston nell'ambito delle celebrazioni in onore del bicentenario degli Stati Uniti e fece riferimento ai suddetti eventi celebrativi nell'aprile 1975 che seguirono il discorso del presidente Ford. Ha detto: "Alla Old North Church l'anno scorso, il vostro presidente ha acceso una terza lanterna dedicata al terzo secolo di libertà dell'America e alla rinnovata fede negli ideali americani. Possa la sua luce non essere mai offuscata". Lei e il principe Filippo hanno partecipato a un servizio della domenica mattina presso la Old North Church, seduti su un banco nella parte anteriore destra. Il Rev. Robert W. Golledge ha guidato il servizio e in seguito ha presentato alla Regina una replica di un calice d'argento realizzato da Paul Revere. Alla regina è stata mostrata l'iconica statua di Paul Revere realizzata da Cyrus Edwin Dallin vicino alla chiesa prima di partire con un corteo per partecipare a una funzione alla Old State House.
Nei nostri giorni la Old North Church è una delle quattro chiese tra le 16 fermate del Freedom Trail ed è la chiesa più antica sopravvissuta alla Rivoluzione americana. È una congregazione attiva della diocesi episcopale del Massachusetts e l'attuale vicario è il reverendo Dr. Matthew Cadwell, che presta servizio da novembre 2020. La Old North Church fa parte del "The Old North Church & historic site", che comprende altre parti di Boston ricollegate alla storia della chiesa.

## Architettura e decorazioni

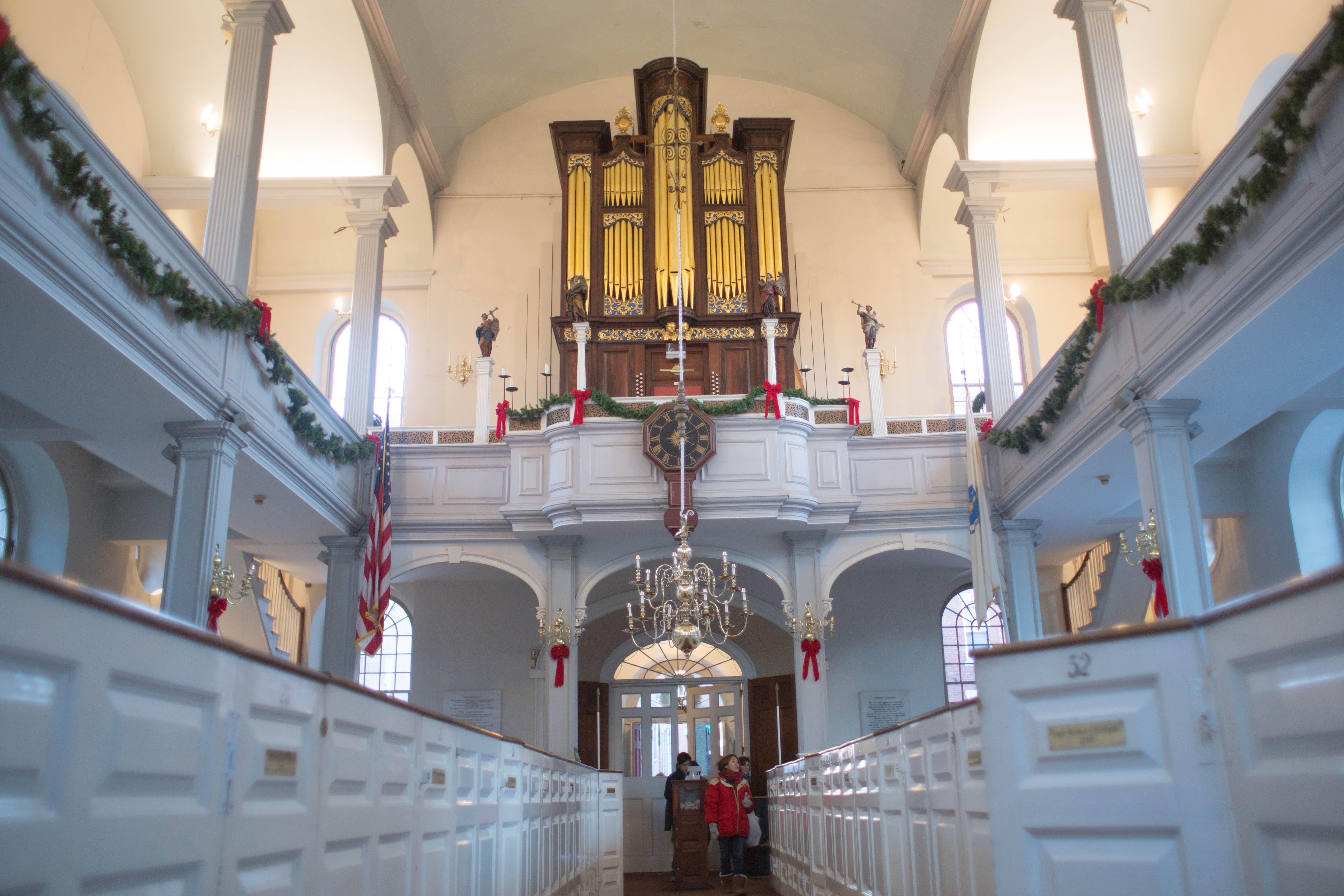
Interni della Old North Church

Gli interni della chiesa sono fatti in legno e dipinti con una colorazione bianca, mentre l'esterno della struttura, realizzata in stile georgiano, è in laterizio e presenta delle ampie vetrate colorate. Il campanile originale fu distrutto dall'uragano del New England del 1804, mentre il campanile sostitutivo, progettato da Charles Bulfinch, venne rovesciato dall'uragano Carol il 31 agosto 1954. L'attuale campanile riprende alcuni elementi di design dell'originale e della versione realizzata da Bulfinch, presenta una colorazione bianca e sulla punta c'è la banderuola originale. Con questo campanile la chiesa raggiunge un'altezza di 53 m.
Nel 2009, un archeologo ha iniziato a esaminare i circa 1 100 corpi sepolti in 37 tombe nel seminterrato. La cripta era in uso tra il 1732 e il 1860 e ogni tomba è sigillata con una porta di legno o ardesia, anche se molte di loro sono ricoperte da intonaco, come ordinato dalla città di Boston negli anni '50 dell'Ottocento. Nella cripta sono seppelliti il reverendo Timothy Cutler e sua moglie, precisamente sotto l'altare, il capitano Samuel Nicholson della USS Constitution e il maggiore della marina britannica John Pitcairn, oltre a numerosi soldati britannici. La chiesa conserva ancora l'organo originale del 1759.

## Nella cultura di massa
- Il piano ideato da Revere e Newman è stata fonte d'ispirazione per Henry Wadsworth Longfellow. In "Paul Revere's Ride" scriverà la famosa frase "Uno se via terra, due se via mare".
- La Old North Church è una struttura visitabile in Fallout 4 ed è sede di una delle quattro fazioni principali del videogioco, i Railroad.[10]